# Давыдов, Владимир Николаевич (писатель)
Владимир Николаевич Давыдов (1949—2020) — русский советский писатель, прозаик, переводчик и поэт. Член Союза писателей России с 1995. Лауреат Купринской литературной премии (2006) и  Всероссийской литературной премии имени М. Ю. Лермонтова (2018).

## Биография
Родился 9 июля 1949 года в Пензе. 
Окончив в 1975 году Саратовский государственный медицинский институт, работал в должности врача анестезиолога-реаниматолога в Пензенской областной детской больнице имени Н.Ф. Филатова, Пензенском областном родильном доме, Ярцевской районной больнице Смоленской области, медицинской поликлинике Пензенского велосипедного завода. Посвятил медицине более сорока лет жизни.
С 1992 по 2002 год работал в должности заведующего  отделом поэзии литературного журнала «Сура».
Член Союза писателей России с 1995 года и член Пензенского отделения Союза писателей России. Литературным творчеством начал заниматься в юношеском возрасте в конце пятидесятых годов, занимался написанием стихов. Поэтические и литературные произведения В. Н. Давыдова публиковались в таких известных изданиях как: «Литературная газета», «Пионерская правда» и «Пензенская правда». Помимо литературного творчества занимался поэтической переводикой, в частности он занимался неопубликованным переводом произведения Антуана Прево «История кавалера де Гриё и Манон Леско» и романа Уильяма Айриша «Женщина-призрак». Автор таких произведений как: «Яблочный спас: стихи», «Отпусти стрелу: роман», «От третьего лица: роман», «Портрет сиамской кошки: повесть», «Катарис: повесть», «Репчун: повесть», «Алябьев. Прелюдия для контрабаса» (2002, за этот роман был удостоен — губернаторской премии). В 2006 году за «Купринский гимн» написанный им совместно с вместе с композитором Г. А. Гроссманом был удостоен Купринской премии. В 2018 году за свою книгу «Избранное» (2017), Давыдов был удостоен — Всероссийской Лермонтовской премии.
Скончался 3 августа 2020 года в Пензе.

## Оценки творчества
По словам члена Союза писателей России, трижды лауреата Лермонтовской премии Л. И. Терёхиной: «Он был готов помочь каждому — знакомому, незнакомому. Очень вдумчивый писатель, из тех людей, которые, зная, что кому-то хуже, чем ему, готовы рубаху отдать».
По словам члена Союза писателей России, поэтэссы Н. А. Шеменковой: «Человек, который пишет, не просто пишет, а выражает себя, частичку себя вкладывает. Поэтому я соединяю его поэзию, его творчество с ним самим: он был очень искренним и настоящим, писал именно то, что чувствовал всей душой и сердцем»
В начале 1990-х годов творчество В. Н. Давыдова высоко оценили известные московские писатели Юрий Поляков и  Виктория Токарева.

## Награды
- Всероссийская литературная премия имени Михаила Юрьевича Лермонтова (2018 — «За сборник прозы и стихов «Избранное»[6])
- VI Купринская литературная премия «Гранатовый браслет» (2006 — «За создание и музыкальное воплощение романса "Гранатовый браслет"»[7])
- Премия губернатора Пензенской области (2000 — «За роман «Алябьев: прелюдия для контрабаса»[8])